# Liste der Stolpersteine in Lindow (Mark)

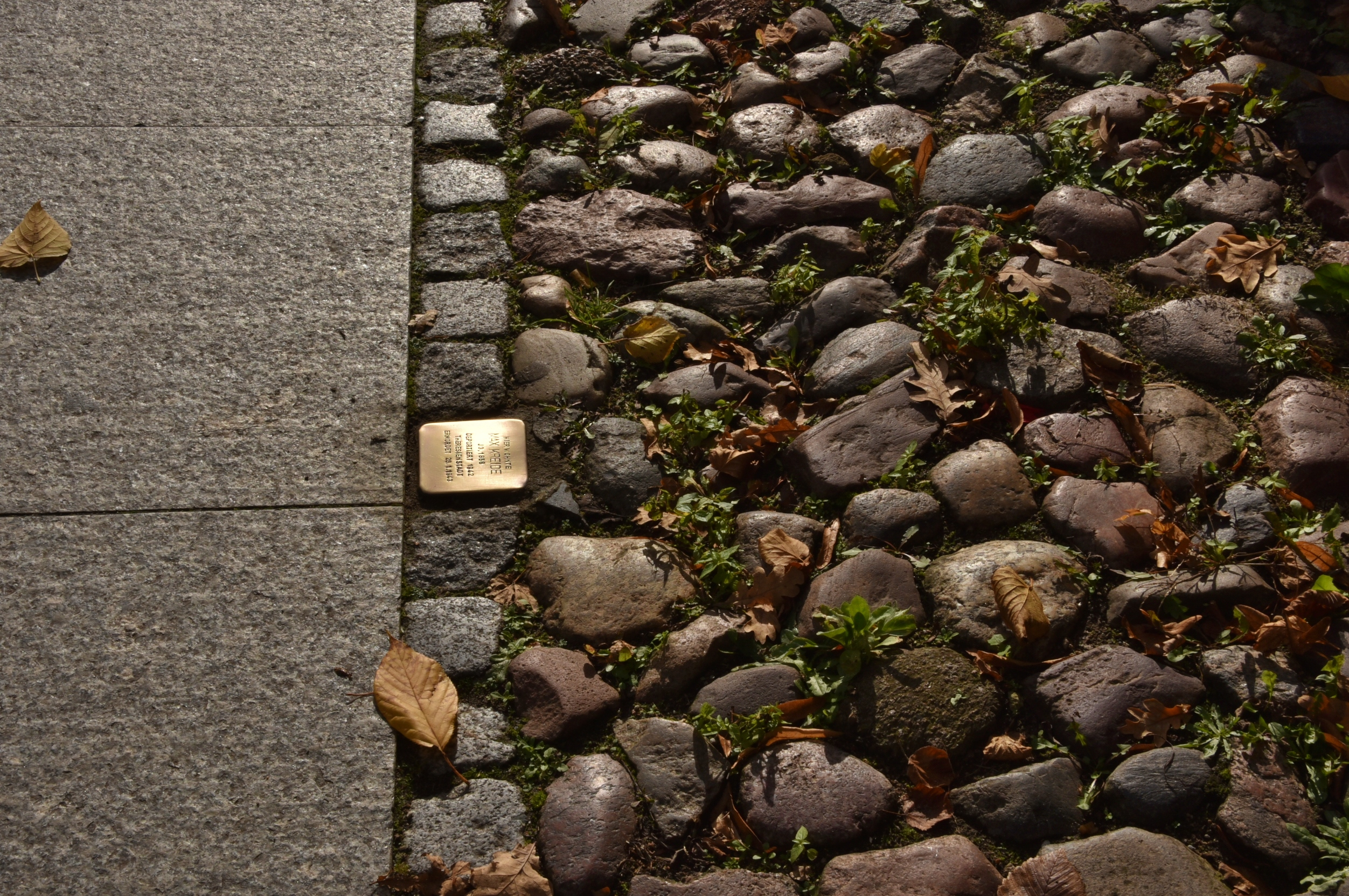
Stolperstein für Max Kreide

Die Stolpersteine von Lindow (Mark) enthält die Stolpersteine in der Stadt Lindow (Mark) im Landkreis Ostprignitz-Ruppin. Stolpersteine erinnern an das Schicksal der Menschen, die von den Nationalsozialisten ermordet, deportiert, vertrieben oder in den Suizid getrieben wurden. Die Stolpersteine wurden vom Kölner Künstler Gunter Demnig konzipiert und werden im Regelfall von ihm selbst verlegt. Sie liegen zumeist vor dem letzten selbstgewählten Wohnort des Opfers.
Die Stolpersteine wurden von Gunter Demnig in den Jahren 2011 und 2012 verlegt.

## Juden in Lindow
Seit dem ausgehenden 18. Jahrhundert bestand eine kleine jüdische Gemeinde in Lindow, zu der um 1850 auch die Juden aus Gransee, Himmelpfort und Rheinsberg gehörten. Es bestand ein Betraum im Obergeschoss eines Privathauses in der Seestraße und ab 1824 ein kleinflächiges Begräbnisgelände im Ortszentrum von Lindow, gleich neben dem kommunalen Friedhof. Die Initiative zur Errichtung des Friedhofs ging vom Kaufmann Michaelis aus, dessen Familie den Grund bis heute besitzt. Von 1839 bis 1844 ist ein eigener Kantor, der auch das Amt des Schächters übernahm, nachgewiesen – Moritz Herzberg. In den Jahren 1863 und 1864 übernahm Nathan Lewithal die Funktionen „Schächter, Vorbeter und Privatlehrer“ in Lindow. Nach dem Ersten Weltkrieg löste sich die Gemeinde auf. Die verbliebenen Juden – Anfang der 1930er Jahre waren es nur mehr sechs – zählten fortan zur israelitischen Gemeinde Neuruppin. Ende der 1930er Jahre wurde der jüdische Friedhof letztmals benutzt. Er blieb in der NS-Zeit unangetastet und wurde erst in den 1970er Jahren zerstört. Er konnte in der Zeit nach der Wende nahezu in seinen ursprünglichen Zustand versetzt werden.

## Verlegte Stolpersteine
| Stolperstein | Inschrift | Verlegeort               | Name, Leben |
| ------------ | --- | ------------------------ | --- |
|              | HIER WOHNTE ALFRED FRANKFURTER GEB. 1902 EINGEWIESEN 1941 JAKOBY’SCHEN ANSTALTEN SAYN / KOBLENZ DEPORTIERT 1942 RICHTUNG OSTEN ? | Straße des Friedens 14 · | Alfred Frankfurter wurde am 18. April 1902 als Sohn von Pauline Frankfurter geboren. Ab seinem 15. Lebensjahr verstärkten sich die Anzeichen, dass der junge Mann an einer psychischen Krankheit litt. Sein Gemütsleiden äußere sich darin, „dass die Gehirntätigkeit zeitweise auszusetzen scheint“. Er wurde für einen stationären Aufenthalt in der Charité aufgenommen, später mehrfach in der Landesirrenanstalt Neuruppin und in der Nervenheilanstalt Bernau. Die Mutter holte ihn stets zurück nach Hause. Das Amtsgericht Lindow entmündigte ihn und auf Antrag von Bernau wurde er entmannt. Im Februar 1941 wurde Alfred in die Jakoby’schen Anstalten in Sayn, heute Bendorf, bei Koblenz eingewiesen. Diese Anstalt war der letzte Aufenthalt für rund sechshundert jüdische Frauen und Männer in Deutschland. Zwischen März und November 1942 wurden nahezu alle in Vernichtungslager im Osten deportiert. Dieses Schicksal traf auch Alfred Frankfurter. Er konnte die Shoah nicht überleben. Am 26. November 1942 nahm sich seine Mutter das Leben. |
|              | HIER WOHNTE PAULINE FRANKFURTER GEB. LEWINSOHN GEB. 1866 GEDEMÜTIGT / ENTRECHTET FLUCHT IN DEN TOD 25.11.1942                    | Straße des Friedens 14 · | Pauline Frankfurter wurde am 1. März 1866 geboren. Sie war Kurzwarenhändlerin und hatte einen Sohn, Alfred Frankfurter. Dieser litt ab etwa seinem 15. Lebensjahr an einem „Gemütsleiden“. Ihr Sohn wurde mehrfach eingeliefert. Die Mutter trachtete danach, ihn wieder nach Hause holen zu können. Er wurde schließlich entmündigt, entmannt und 1941 dauerhaft eingewiesen. Er kam in die Jacoby’sche Heil- und Pflegeanstalt für jüdische „Nerven- und Gemüthskranke“ in Sayn bei Koblenz, heute Bendorf. Pauline Frankfurter und ihr Sohn verloren unter den Nazis ihren Besitz und ihr Leben. Ab 1939 konnte die Geschäftsfrau nicht mehr über ihr Vermögen verfügen. Im Februar 1942 wurde sie zugunsten des Deutschen Reiches enteignet. Am 26. November 1942, nachdem ihr Sohn deportiert worden war, nachdem sie und die Familie ihres Bruders die Aufforderung zur Stellung zum Abtransport erhalten hatten, nahm sich die Witwe das Leben. Sie war vollständig verarmt.                                                                                 |
|              | HIER WOHNTE MAX KREIDE JG. 1858 DEPORTIERT 1942 THERESIENSTADT ERMORDET 26.1.1943                                                | Straße des Friedens 42 · | Max Kreide wurde am 18. Mai 1858 in Kalisz geboren. Er lebte in Lindow und Radinkendorf und war Hutmacher. Er hatte zumindest einen Sohn – Emil. Am 28. Oktober 1942 wurde er von Berlin mit dem Transport I/72 ins Ghetto Theresienstadt deportiert. Seine Nummer auf dem Transport war die 9184. Max Kreide wurde in Theresienstadt am 26. Januar 1943 ermordet. |

## Verlegedaten
Die Stolpersteine wurden an folgenden Tagen verlegt:
- 9. August 2011: Alfred und Pauline Frankfurter
- 30. November 2012: Max Kreide